# Liška Bystrouška
Liška Bystrouška je prozaická bajka spisovatele a novináře Rudolfa Těsnohlídka z roku 1920, určená původně pro děti. Hlavní postavou knihy je stejnojmenná liška Bystrouška. Těsnohlídek pojmenoval lišku Bystronožka, ale při první publikaci došlo v textu k chybě a zrodilo se tak jméno Bystrouška, které již zůstalo. Toto dílo začalo vycházet na pokračování v Lidových novinách s ilustracemi malíře Stanislava Lolka.
Hudebního skladatele Leoše Janáčka tento pohádkový novinový námět zaujal natolik, že mu posloužil jakožto předloha pro libreto k opeře Příhody lišky Bystroušky z roku 1924. V roce 1991 byl vytvořen na objednávku německé společnosti Südwestfunk polský animovaný film Lisiczka.

## Obsah
Jednou nad ránem se z hospody domů vrací podnapilý revírník Bartoš a aby před manželkou omluvil svůj pozdní příchod, chytí v lese malou lištičku. Vymluví se, že jí celou noc naháněl, a věnuje ji vnukovi Pepíkovi, čímž svou manželku obměkčí. Mladičká liška Bystrouška se tak dostává do Jezerské myslivny a skamarádí se s Bartošovým psem Lapákem. Musí však snášet Pepíkovo trýznění a když se před ním jednou pokusí utéct, je za trest přivázána ke psí boudě. Trest se však mine účinkem, protože Bystrouška postupně uloví téměř všechny slípky na dvorku, které lstivě ke své boudě přiláká. Před zadávením poslední slepice je odhalena revírníkovou ženou, která se rozhodne Bystroušku utratit. Ta využije chvíle ženiny nepozornosti, překousne provaz od boudy a uprchne na svobodu.
Zaopatřený život v zajetí tím končí a Bystrouška si musí zajistit obživu sama. Vystrnadí jezevce z jeho nory, čímž získává stálý byt, a loví lesní zvířenu. S příchozí zimou nicméně podzimní idyla končí a úbytek potravy Bystroušku donutí, aby se v noci přikradla k hájovně a v kurníku zadávila kohouta a několik slepic. Hajný ze smrti slepic viní Lapáka a dá mu výprask. Záhy si však všimne liščích stop ve sněhu a nastraží na Bystroušku past. Další noc pak puškou vyzbrojený Bartoš čeká schovaný ve škopku vprostřed dvorku. Brzy však usne a Bystrouška si začne dobírat Lapáka, který za ní vyrazí a nechtěně při pronásledování vleze do nastražené pasti. Hajný se probudí a puškou omylem zastřelí své prase. Následující den je z mrtvého čuníka za obecného veselí vystrojena v myslivně zabíjačka. Na dobrotách ze zabíjačky si smlsne i Bystrouška, když se v noci vkrade pootevřeným oknem do světnice. Totéž zopakuje i den nato, jenže tentokrát se za ní okno zaklapne. Na to čeká Bartoš a s holí v ruce začne nahánět vystrašenou Bystroušku, která pobíhá po světnici. Hajný zběsile mlátí kolem sebe, až ze zásob jídla zbude jen beztvará patlanina na podlaze. Při závěrečné ráně Bartoš na mazlavé podlaze uklouzne a tvrdě dosedne, načež jeho žena ze zvědavosti nakoukne dovnitř. Zbitá Bystrouška využije příležitosti a uteče rychle dveřmi pryč z hájovny.
Po nějakém čase zpozoruje při svých toulkách lesem Bystrouška obchodníka, jak si vykračuje s nůší plnou živých kačen. Lstí ho odláká dále do lesa a zardousí mu všechny kačeny. On si navíc pádem rozbije nos a smutný se vrací domů. Jeho potupa a láteření na neschopnost místního myslivce se donese až k revírníkovi, který na Bystroušku opět nastraží v lese past. Bystrouška sice lest prohlédne, v nestřeženém okamžiku si však v kleštích přivře koneček ocasu a musí si ho odkousat. Od té chvíle nepřijde Bystrouška lidem do cesty. S přicházejícím jarem roste navíc v Bystroušce osamělost. Ta se však vytrácí ve chvíli, kdy u jejího doupěte stane švarný lišák Zlatohřbítek. Oba si padnou do oka a o jejich vztahu začnou kolovat po lese klepy. Zahanbený mladý párek se proto zasnoubí u faráře datla a o pár dní později mají velikou a slavnou svatbu. Celý příběh se končí snem hajného Bartoše o tom, jak měla Bystrouška svatbu a narodila se jí malá liščátka.

## Ukázky
Bystrouška je na počátku příběhu uloupena od své rodiny revírníkem, který nad chycenou liškou uvažuje takto:
Revírník Bartoš uchopil Bystroušku nelidsky za límec jak psa a vítězoslavně si ji prohlížel a uščuřoval se. „Tož tak, ty kujóne, včil se vymluvíme doma na tebe. Řekneme, že jsem si na vás šel počíhat, a že proto jsem nemohl tak dlouho dom. Škoda, že jsem vás nemohl pochytat všecky. Beztak naděláte nepleché nad pytláka. Blech máš dost, ale z teho si mocka nedělé. My je máme taky, chudáci aji bohatí. Podržíme si tě hezky a doneseme tě dom, ať z tebe majó děcka radost.“ Vesele vykračoval si revírník širokou sečí k Jezerské myslivně, nesa lišku pod paží jak školáci knihy. Nyní nebylo se třeba strachovati domácí přeháňky. Manželka, i kdyby byla rozzlobena navrch hlavy, změkne a zjihne vždy, přesvědčí-li se, že pamatoval na vnuka Pepíka. Mohl si lozit po nejvyšších borech za vraním hnízdem, mohl si noc a den se toulat za mladými sojkami, bylo-li to kvůli Pepíčkovi, domácí mír nebyl porušen.

Bystrouška je po jisté době za trest přivázána u hájovny ke psí boudě. Nemohouc volně pobíhat po dvorku a chytat kolem chodící slepice, snaží se je ke své boudě přilákat podbízivou řečí:
Pokusila se lákati je k sobě. Nejdřív zkusila to s kotrmelci a rozmanitými prostocviky. Slípky se po ní podívaly jedním okem a hrabaly klidně dál na hnoji. I postavila se Bystrouška na střeše boudy a začala řečnit. Mluvila o útiscích, o vykořisťování porobených, o spravedlivé odplatě a nakonec přislibovala slípkám, že vyženou člověka z myslivny a vyvlastní ji pro sebe.

V textu se hojně vyskytují pasáže psané nářečím. Za všechny zmiňme samomluvu Hipolyta Harašty, obchodníka s drůbeží. Ten právě spatřil za bílého dne na cestě Bystroušku a uvažuje nad tím, jak mu jeho dominantní žena nebude tuhle historku věřit. Manželku Hipolyt líčí následovně:
„Ha já hí nebodo smět slovíčkem vodpovědět. Nezvěří-li vona celé Dominikánské trh, vod starýho Zemskýho domo haž do Zámečnické, dyž se hí zasce? Bojijou se hí komisaři, policajti, já, jen vona se nebojí nikeho. Hani našé strane nee. Když jsme vlůni dělale melo skrzevá to drahoto a vyklókle jsme hezkéch pár krámů, nepostavila se vona jak rafija na dvanácti? Neřekla aji vona sódroho včiléšímu podmistrovi: ,Nehuč, te držkálo, a sep vocáď!’?

Textem jsou prokládány vtipné poznámky. Jednou takovou je text i zakončen: 
Tím končí se naše prostá historie. Kterak se skončila ve skutečnosti, nebylo lze nám zjistiti. To však mohou učiniti naše milé čtenářky samy. Pravíme „milé čtenářky“, poněvadž tak galantně a roztomile psávali milí staří spisovatelé, i když mívali čtenářky nemilé. Byl to pěkný zvyk a nemůže konečně škodit, obnovujeme-li ho nyní aspoň na rozloučenou. Tož, milé čtenářky, až budete vyklepávati své kožešiny, abyste je uchránily od zhoubných molů, podívejte se laskavě na konec oháňky. Bude-li cípek scházeti nebo bude-li nastaven, pomyslete si, že máte v rukou snad pozůstatky čiperné Bystroušky.

## Rozhlasová zpracování
Knihu později pro Československý rozhlas a gramofonové desky namluvil brněnský rodák a herec pražského Národního divadla Karel Höger.[zdroj?]
V roce 2010 zpracoval Český rozhlas dvoudílnou rozhlasovou adaptaci Dobrodružství lišky Bystroušky v dramatizaci Anny Juráskové s hudbou Vlastimila Redla. Dramaturgie se ujala Václava Ledvinková a režie Jaroslav Kodeš. V jednotlivých rolích účinkují Lucie Pernetová, Václav Vydra, Taťjana Medvecká, Jiří Köhler, Stanislav Zindulka, Radek Holub, Jiří Maršál, Marek Eben, Jiří Lábus, Jaroslav Vlach, Jitka Smutná, Jana Drbohlavová, Tomáš Racek, Denisa Nová, Anna Suchánková, Nikola Bartošová, Dana Reichová, Valerie Rosa Hetzendorfová, Justýna Anna Šmuclerová, Josef Tuček, Vladimír Fišer, Antonín Tuček a Dorota Tučková.

## Zajímavosti

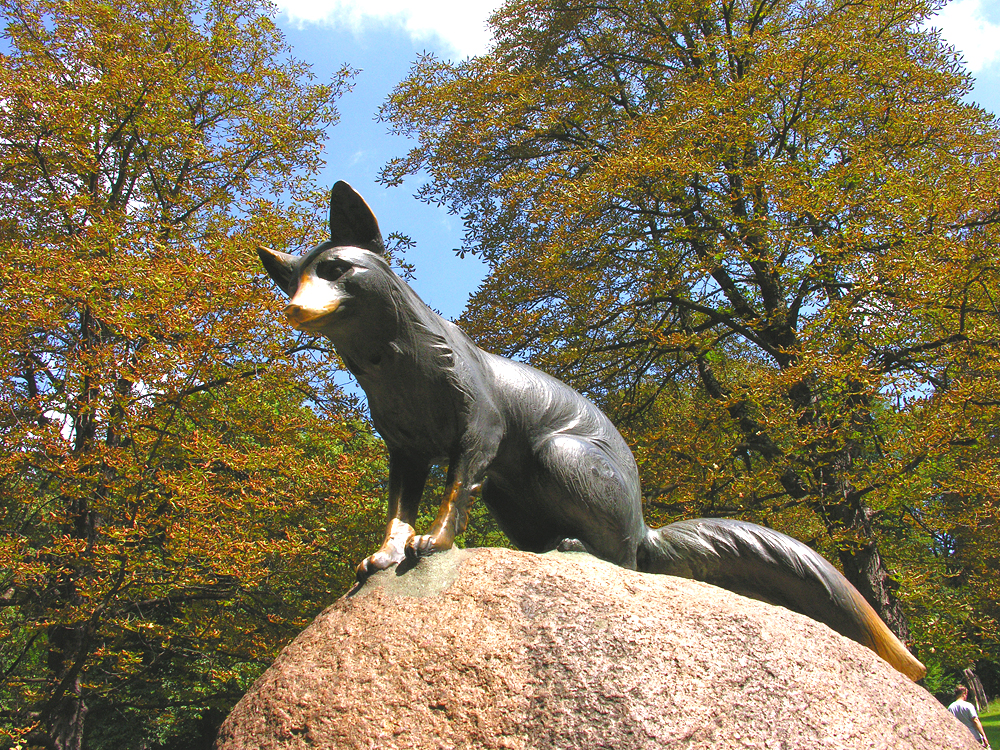
Socha lišky Bystroušky v Hukvaldech

- Skutečná Bystronožka však prý skutečně žila v hájovně v obci Veselí. Vyprávění o jejích kouscích vyslechl od místního hajného malíř Stanislav Lolek a nakreslil podle něj kresby. Lolek inspiroval kresbami a vyprávěním Těsnohlídka k napsání povídky o chytré lišce, které následně ilustroval.[3]
- Podobně známá je v Hukvaldech (rodišti Leoše Janáčka), kde stojí její socha.
- Lišku má ve svém znaku obec Hukvaldy.
- Bystrouška se stala i nástrojem propagace různých podniků v cestovním ruchu a občerstvení, které její jméno ve zmíněných lokalitách užívají ve svém názvu.[zdroj?]